# Wellen (Edertal)

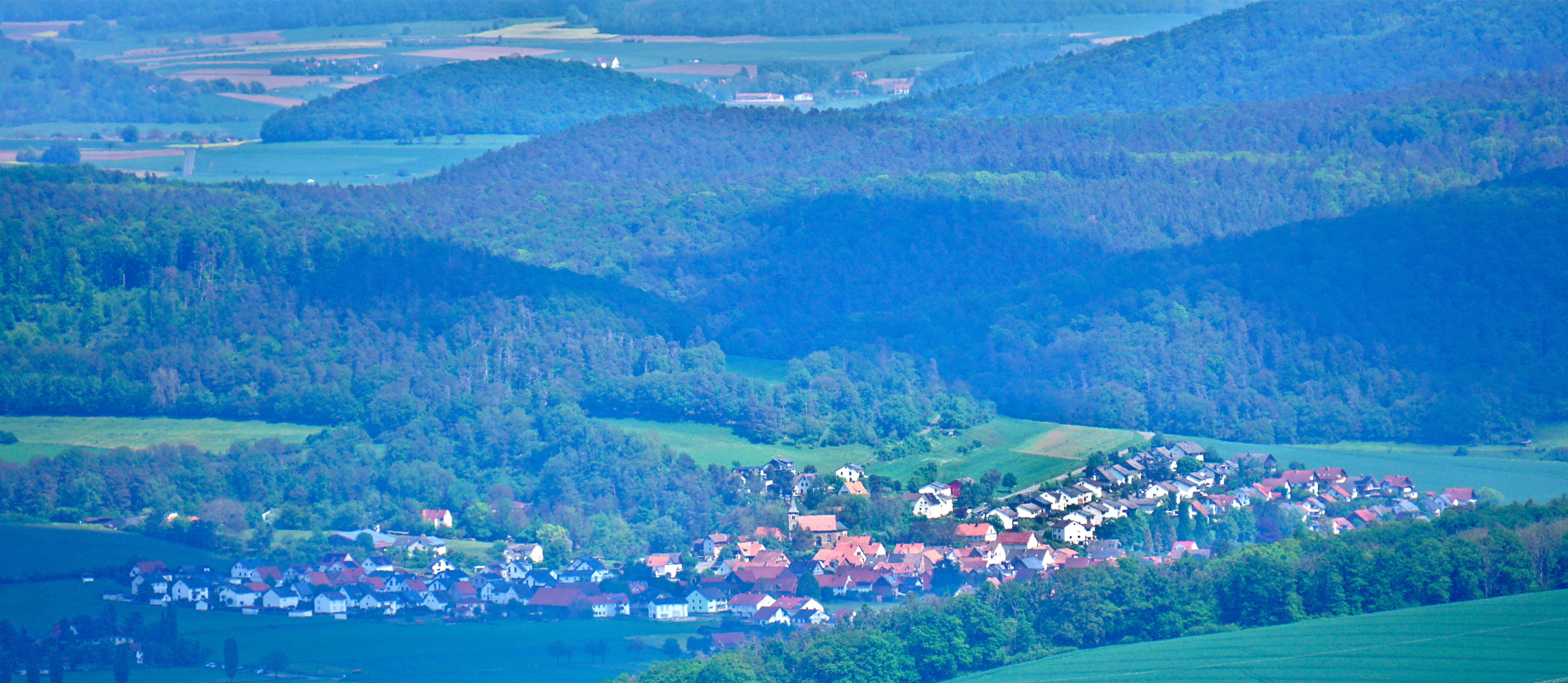
Wellen vom Homberg aus gesehen

Wellen ist ein Ortsteil der Gemeinde Edertal im nordhessischen Landkreis Waldeck-Frankenberg. Das Dorf liegt an der Eder. Durch den Ort führt die Landesstraße L 3383.

## Geschichte

### Ortsgeschichte
Die älteste bekannte schriftliche Erwähnung von Wellen erfolgte im Zeitraum zwischen 775 und 786 unter dem Namen Waltunniu in einer Urkunde der Reichsabtei Hersfeld.
Die heutige Kirche wurde zwischen 1846 und 1849 erbaut. Dies ist aber nicht die erste, nur wenige Meter entfernt von der heutigen befand sich eine kleinere Kirche, die nach einer Zerstörung um 1510 wieder aufgebaut wurde. Aus dieser stammen ein geschnitztes Kruzifix aus dem 15. und der Taufstein aus dem 13. Jahrhundert. Die Barockkanzel aus dem Jahre 1709 stammt von dem Waldecker Bildhauer Josias Wolrat Brützel und wurde in den 1960er Jahren aufgestellt; ursprünglich befand sie sich in der Berndorfer Kirche. In der ersten Reihe des Seitenblocks befindet sich eine wertvolle, geschnitzte Bank der Patronatsherren, der Grafen von Waldeck.
Ab 1692 war das Dorf, zusammen mit Bergheim und Königshagen, Teil des von Graf Christian Ludwig für seinen Sohn aus zweiter Ehe Josias (1696–1763) neu geschaffenen Paragiums Waldeck-Bergheim, das bis 1918 von einer gräflichen Nebenlinie der Grafen von Waldeck bzw. Fürsten von Waldeck-Pyrmont unter der Oberhoheit der regierenden Linie des Hauses regiert wurde.
Gegen Ende des Zweiten Weltkriegs, am Karfreitag 1945, als amerikanische Panzereinheiten von Bad Wildungen in Richtung Fritzlar vordrangen, kam es in Wellen zu Kämpfen mit zurückweichenden deutschen Heeres- und Waffen-SS-Soldaten. Dabei wurden Teile des Dorfs in Brand geschossen: 12 Gehöfte und 17 Scheunen fielen dem Feuer zum Opfer.
Im 20. Jahrhundert wurde in Wellen der Menhir von Wellen aus dem 3. Jahrtausend v. Chr. entdeckt.
Am 5. Mai 1970 stürzte nahe der Ortschaft ein Starfighter des Aufklärungsgeschwaders 51 „Immelmann“ der deutschen Luftwaffe ab. Der Pilot kam dabei ums Leben.
Hessische Gebietsreform (1970–1977)
Die bis dahin selbständige Gemeinde Wellen fusionierte am 31. Dezember 1971 im Zuge der Gebietsreform in Hessen mit anderen Gemeinden des Edertales freiwillig zur Großgemeinde Edertal.
Für Wellen, wie für alle ehemaligen Gemeinden von Edertal, wurden Ortsbezirke mit Ortsbeirat und Ortsvorsteher nach der Hessischen Gemeindeordnung gebildet.

### Verwaltungsgeschichte im Überblick
Die folgende Liste zeigt die Staaten und Verwaltungseinheiten, in denen Wellen lag:
- vor 1712: Heiliges Römisches Reich, Grafschaft Waldeck, Amt Waldeck
- ab 1712: Heiliges Römisches Reich, Fürstentum Waldeck, Amt Waldeck
- ab 1807: Fürstentum Waldeck, Amt Waldeck
- ab 1815: Fürstentum Waldeck, Oberamt der Eder
- ab 1816: Fürstentum Waldeck, Oberjustizamt der Eder
- ab 1849: Fürstentum Waldeck-Pyrmont, Kreis der Eder[Anm. 1]
- ab 1867: Fürstentum Waldeck-Pyrmont (Akzessionsvertrag mit Preußen), Kreis der Eder
- ab 1871: Deutsches Reich, Fürstentum Waldeck-Pyrmont, Kreis der Eder
- ab 1919: Deutsches Reich, Freistaat Waldeck-Pyrmont, Kreis der Eder
- ab 1929: Deutsches Reich, Freistaat Preußen, Provinz Hessen-Nassau, Regierungsbezirk Kassel, Kreis der Eder
- ab 1942: Deutsches Reich, Freistaat Preußen, Provinz Hessen-Nassau, Regierungsbezirk Kassel, Landkreis Waldeck
- ab 1944: Deutsches Reich, Freistaat Preußen, Provinz Kurhessen, Regierungsbezirk Kassel, Landkreis Waldeck
- ab 1945: Deutsches Reich, Amerikanische Besatzungszone, Groß-Hessen, Regierungsbezirk Kassel, Landkreis Waldeck
- ab 1946: Deutsches Reich, Amerikanische Besatzungszone, Hessen, Regierungsbezirk Kassel, Landkreis Waldeck
- ab 1949: Bundesrepublik Deutschland, Hessen, Regierungsbezirk Kassel, Landkreis Waldeck
- ab 1972: Bundesrepublik Deutschland, Hessen, Regierungsbezirk Kassel, Landkreis Waldeck, Gemeinde Edertal
- ab 1974: Bundesrepublik Deutschland, Hessen, Regierungsbezirk Kassel, Landkreis Waldeck-Frankenberg, Gemeinde Edertal

## Bevölkerung

### Einwohnerstruktur 2011
Nach den Erhebungen des Zensus 2011 lebten am Stichtag dem 9. Mai 2011 in Wellen 741 Einwohner. Darunter waren 12 (1,6 %) Ausländer. Nach dem Lebensalter waren 114 Einwohner unter 18 Jahren, 327 waren zwischen 18 und 49, 159 zwischen 50 und 64 und 141 Einwohner waren älter. Die Einwohner lebten in 312 Haushalten. Davon waren 93 Singlehaushalte, 90 Paare ohne Kinder und 96 Paare mit Kindern, sowie 24 Alleinerziehende und 9 Wohngemeinschaften. In 87 Haushalten lebten ausschließlich Senioren und in 213 Haushaltungen leben keine Senioren.

### Einwohnerentwicklung
Quelle: Historisches Ortslexikon
- 1620: 42 Häuser
- 1650: 11 Häuser
- 1738: 49 Häuser
- 1770: 54 Häuser, 348 Einwohner

| Wellen: Einwohnerzahlen von 1770 bis 2020 | Wellen: Einwohnerzahlen von 1770 bis 2020 | Wellen: Einwohnerzahlen von 1770 bis 2020 | Wellen: Einwohnerzahlen von 1770 bis 2020 | Wellen: Einwohnerzahlen von 1770 bis 2020 |
| --- | ----------------------------------------- | ----------------------------------------- | ----------------------------------------- | ----------------------------------------- |
| Jahr |                                           |                                           |                                           | Einwohner                                 |
| 1770 | 1770                                      |                                           | 348                                       | 348                                       |
| 1800 | 1800                                      |                                           | ?                                         | ?                                         |
| 1834 | 1834                                      |                                           | 464                                       | 464                                       |
| 1840 | 1840                                      |                                           | 521                                       | 521                                       |
| 1846 | 1846                                      |                                           | 521                                       | 521                                       |
| 1852 | 1852                                      |                                           | 541                                       | 541                                       |
| 1858 | 1858                                      |                                           | 513                                       | 513                                       |
| 1864 | 1864                                      |                                           | 502                                       | 502                                       |
| 1871 | 1871                                      |                                           | 489                                       | 489                                       |
| 1875 | 1875                                      |                                           | 425                                       | 425                                       |
| 1885 | 1885                                      |                                           | 442                                       | 442                                       |
| 1895 | 1895                                      |                                           | 433                                       | 433                                       |
| 1905 | 1905                                      |                                           | 420                                       | 420                                       |
| 1910 | 1910                                      |                                           | 403                                       | 403                                       |
| 1925 | 1925                                      |                                           | 436                                       | 436                                       |
| 1939 | 1939                                      |                                           | 447                                       | 447                                       |
| 1946 | 1946                                      |                                           | 525                                       | 525                                       |
| 1950 | 1950                                      |                                           | 575                                       | 575                                       |
| 1956 | 1956                                      |                                           | 566                                       | 566                                       |
| 1961 | 1961                                      |                                           | 566                                       | 566                                       |
| 1967 | 1967                                      |                                           | 632                                       | 632                                       |
| 1980 | 1980                                      |                                           | ?                                         | ?                                         |
| 1990 | 1990                                      |                                           | ?                                         | ?                                         |
| 2000 | 2000                                      |                                           | ?                                         | ?                                         |
| 2011 | 2011                                      |                                           | 741                                       | 741                                       |
| 2015 | 2015                                      |                                           | 694                                       | 694                                       |
| 2020 | 2020                                      |                                           | 694                                       | 694                                       |
| Datenquelle: Historisches Gemeindeverzeichnis für Hessen: Die Bevölkerung der Gemeinden 1834 bis 1967. Wiesbaden: Hessisches Statistisches Landesamt, 1968. Weitere Quellen: LAGIS; Gemeinde Edertal; Zensus 2011 |                                           |                                           |                                           |                                           |

### Historische Religionszugehörigkeit
| • 1895: | 420 evangelische (= 97,00 %), fünf katholische (= 1,14 %), acht jüdische (= 1,85 %) Einwohner |
| • 1961: | 529 evangelische (= 63,46 %), 30 katholische (= 5,30 %) Einwohner                             |

## Kultur und Sehenswürdigkeiten
- Im Dorf gibt es mehrere Vereine, unter anderem den Spielmannszug, die Landfrauen und den Schützenverein.
- Jährlich wird Mitte August die Kirmes von den Wellener Kirmesburschen ausgerichtet.
- Im Jahr 2001 erhielt Wellen eine Silbermedaille bei dem Bundesentscheid Unser Dorf hat Zukunft.

### Bauwerke
- Klassizistische Dorfkirche von 1849
- Johanneskirchenkopf und Wolfsschlucht

## Persönlichkeiten
- Christian Fuldner (* 3. Dezember 1811 in Wellen; † 7. September 1877 in Milwaukee), deutscher Rechtsanwalt und Politiker
- Friedrich Gottmann (* 10. Februar 1802; † 2. Dezember 1861 in Wellen), Lehrer und Politiker, Abgeordneter im Landtag des Fürstentums Waldeck-Pyrmont